# Finale della Coppa dei Campioni 1975-1976
La finale della 21ª edizione di Coppa dei Campioni è stata disputata il 12 maggio 1976 all'Hampden Park di Glasgow tra Bayern Monaco e Saint-Étienne. All'incontro hanno assistito circa 55 000 spettatori. La partita, arbitrata dall'ungherese Károly Palotai, ha visto la vittoria per 1-0 del club bavarese.

## Le squadre
| Squadre       | Partecipazioni precedenti (il grassetto indica la vittoria) |
| ------------- | ----------------------------------------------------------- |
| Bayern Monaco | 2 (1974, 1975)                                              |
| Saint-Étienne | Nessuna                                                     |

## Il cammino verso la finale
Il Bayern Monaco di Dettmar Cramer, campione in carica, iniziò il cammino europeo contro i lussemburghesi del Jeunesse Esch, superando il turno agilmente con un risultato aggregato di 8-1. Agli ottavi di finale gli svedesi del Malmö FF riuscirono a battere il Bayern in casa per 1-0, ma il risultato fu ribaltato grazie al 2-0 dell'Olympiastadion. Ai quarti il Benfica riuscì ad arginare il gioco dei tedeschi al da Luz di Lisbona, ma nella gara di ritorno capitolò con un pesante 5-1. In semifinale l'ostico Real Madrid fu eliminato con un risultato complessivo di 3-1. Per il Bayern si trattò della terza finale consecutiva.
Il Saint-Étienne di Robert Herbin, esordì al primo turno contro i danesi del KB, superandoli con un risultato aggregato di 5-1. Agli ottavi di finale affrontarono e sconfissero gli scozzesi dei Rangers, con un 4-1 tra andata e ritorno, impedendo ai protestanti di Glasgow di poter giocare la finale in casa. Ai quarti i sovietici della Dinamo Kiev, campioni in carica di Coppa delle Coppe e Supercoppa UEFA, batterono per 2-0 les Verts, che però al ritorno vinsero con il medesimo risultato nei novanta minuti e con un gol di Dominique Rocheteau nei supplementari riuscirono a qualificarsi alle semifinali. In questo turno ad arrendersi ai francesi fu il PSV, che perse 1-0 al Geoffroy Guichard e non riuscì ad andare oltre lo 0-0 casalingo.

## La partita
A Glasgow va in scena una finale inedita tra i tedeschi occidentali del Bayern Monaco, campioni in carica e vincitori di due Coppe dei Campioni, e i francesi del Saint-Étienne che raggiungono la finale del maggior trofeo continentale 17 anni dopo lo Stade Reims, ultima squadra transalpina a riuscirvi. Gli uomini di Herbin, con 50 000 supporters al seguito, si giocano la partita a viso aperto col Bayern che però si rende pericoloso due volte con Gerd Müller e Karl-Heinz Rummenigge. Al primo viene annullato un gol regolare, mentre il tiro del secondo viene respinto da Ivan Ćurković quando la palla aveva già oltrepassato la linea di porta. I verdi si svegliano dal torpore e cominciano ad attaccare colpendo anche due traverse, ma complice l'assenza di Rocheteau, i forcing offensivi risultano piuttosto sterili. Nella seconda frazione di gioco è Franz Roth ad aprire le marcature, come aveva già fatto l'anno precedente, con una rete da calcio piazzato. Nel finale entra anche la stella Rocheteau per un esausto Christian Sarramagna, ma il filone non cambia e il Bayern si laurea campione d'Europa per la terza volta consecutiva.

## Tabellino
| Arbitro: | Károly Palotai |

|          |           |  |
| Roth 57’ | Marcatori |  |

| Bayern Monaco | Saint-Etienne |

Formazioni:
| Bayern Monaco  |    |                          |  |
|                |    |                          |  |
| P              | 1  | Sepp Maier               |  |
| D              | 2  | Johnny Hansen            |  |
| D              | 3  | Hans-Georg Schwarzenbeck |  |
| D              | 4  | Franz Beckenbauer        |  |
| D              | 5  | Udo Horsmann             |  |
| C              | 6  | Bernd Dürnberger         |  |
| C              | 7  | Franz Roth               |  |
| C              | 8  | Jupp Kapellmann          |  |
| A              | 9  | Karl-Heinz Rummenigge    |  |
| A              | 10 | Gerd Müller              |  |
| A              | 11 | Uli Hoeneß               |  |
| Allenatore:    |    |                          |  |
| Dettmar Cramer |    |                          |  |

| Saint-Étienne |    |                      |  |     |
|               |    |                      |  |     |
| P             | 1  | Ivan Ćurković        |  |     |
| D             | 2  | Pierre Repellini     |  |     |
| D             | 3  | Osvaldo Piazza       |  |     |
| D             | 4  | Christian Lopez      |  |     |
| D             | 5  | Gérard Janvion       |  |     |
| C             | 6  | Dominique Bathenay   |  |     |
| C             | 7  | Jacques Santini      |  |     |
| C             | 8  | Jean-Michel Larqué   |  |     |
| A             | 9  | Patrick Revelli      |  |     |
| A             | 10 | Hervé Revelli        |  |     |
| A             | 11 | Christian Sarramagna |  | 83’ |
| Sostituzioni: |    |                      |  |     |
| A             | 12 | Dominique Rocheteau  |  | 83’ |
| Allenatore:   |    |                      |  |     |
| Robert Herbin |    |                      |  |     |